# Indrek Tarand
Indrek Tarand, né le 3 février 1964 à Tallinn est un journaliste, historien et homme politique estonien.

## Jeunesse et formation
Il est le fils aîné d'Andres Tarand, un homme politique et de Mari Viiding, une linguiste.
En 1982, il commence à étudier l'histoire à l'université de Tartu, mais en est chassé pour avoir, avec quelques autres patriotes, déposé des bougies devant la tombe de Julius Kuperjanov, héros de l'indépendance estonienne. Forcé d'effectuer son service militaire dans l'armée soviétique de 1983 à 1985, il reprend ensuite ses études qu'il termine en 1993 à l'université de Bologne en Italie par un diplôme en relations internationales.

## Carrière professionnelle
Il est conseiller du Premier ministre Mart Laar et secrétaire du ministre des Affaires étrangères. Depuis 2003, il est journaliste pigiste de radio et de télévision. Il est aussi le directeur du musée de la Guerre estonien.

## Engagement politique
Candidat indépendant lors des élections européennes de 2009 il a obtenu, à lui seul, 102 509 voix, soit 25,81 %. Ce score le hisse juste derrière le Parti du centre d'Estonie, arrivé en tête avec 26,1 %.
Élu sans étiquette, il a choisi de rejoindre le groupe Verts/ALE. Lors de son mandat il a été assidu, avec un taux de 85.75 % de participation aux votes selon le site votewatch, et fidèle à son groupe, votant en conformité avec lui dans 95,16 % des cas. 
Candidat à l'élection présidentielle de 2011, il est battu en n'obtenant que 25 voix des 101 membres du Parlement, devancé par le président sortant Toomas Hendrik Ilves qui est réélu avec 73 voix.
Candidat à sa succession lors des élections européennes, il est réélu le 25 mai 2014 mais avec un score très en baisse, n'obtenant que 43 373 voix, soit 13,2 % des suffrages exprimés.

## Distinctions
- Commandeur de l'ordre national de la Légion d'honneur, 2001
- Ordre de l'Étoile blanche d'Estonie de 3e classe, 2008